# Lista de países da América Latina por IDH

Mapa dos países da América Latina por níveis do Índice de Desenvolvimento Humano em 2021 a cada 0,025 ponto.

O Índice de Desenvolvimento Humano (IDH) é uma medida resumida da realização média nos pontos chave para o desenvolvimento humano: uma vida longa e saudável, conhecimento e um padrão de vida decente . É um meio padrão de medir o bem-estar. É usado para distinguir se o país é desenvolvido, em desenvolvimento ou subdesenvolvido, e também para medir o impacto das políticas econômicas na qualidade de vida . Os países dividem-se em quatro grandes categorias com base no seu IDH: desenvolvimento humano muito elevado, elevado, médio e baixo.
- A lista dos países da América Latina em 2021 é organizada da seguinte forma:

| IDH        | Divisão   |
| Muito alto | 5 países  |
| Alto       | 8 países  |
| Médio      | 7 países  |
| Baixo      | nenhum    |
| Total      | 20 países |

A tabela abaixo apresenta o Índice de Desenvolvimento Humano (IDH) mais recente para os países da América Latina, conforme incluído no Relatório de Desenvolvimento Humano do Programa das Nações Unidas para o Desenvolvimento (divulgado em 2024). Os valores e classificações anteriores do IDH são recalculados retroativamente usando os mesmos conjuntos de dados atualizados e metodologias atuais, conforme apresentado na Tabela. As classificações e valores do IDH no Relatório de Desenvolvimento Humano 2023-24.

## Lista
| Posição                           | País                 | Posição mundial 2022 | Posição em relação a 2021 | IDH 2022 | IDH 2021 | IDH 2020 | Variação em relação a 2021 |
| --------------------------------- | -------------------- | -------------------- | ------------------------- | -------- | -------- | -------- | -------------------------- |
|                                   |                      |                      |                           |          |          |          |                            |
| Desenvolvimento humano muito alto |                      |                      |                           |          |          |          |                            |
| 1                                 | Chile                | 44                   | 2                         | 0,860    | 0,855    | 0,851    | 0,005                      |
| 2                                 | Argentina            | 48                   | 1                         | 0,849    | 0,842    | 0,840    | 0,007                      |
| 3                                 | Uruguai              | 52                   | 6                         | 0,830    | 0,809    | 0,821    | 0,021                      |
| 4                                 | Panamá               | 57                   | 4                         | 0,820    | 0,805    | 0,801    | 0,015                      |
| 5                                 | Costa Rica           | 64                   | 6                         | 0,806    | 0,809    | 0,816    | 0,003                      |
| Desenvolvimento humano alto       |                      |                      |                           |          |          |          |                            |
| 6                                 | México               | 77                   | 9                         | 0,781    | 0,758    | 0,756    | 0,023                      |
| 7                                 | República Dominicana | 82                   | 2                         | 0,766    | 0,767    | 0,766    | 0,001                      |
| 8                                 | Equador              | 83                   | 12                        | 0,765    | 0,740    | 0,731    | 0,025                      |
| 9                                 | Cuba                 | 85                   | 2                         | 0,764    | 0,764    | 0,781    | 0,000                      |
| 10                                | Peru                 | 87                   | 3                         | 0,762    | 0,762    | 0,762    | 0,000                      |
| 11                                | Brasil               | 89                   | 2                         | 0,760    | 0,754    | 0,758    | 0,006                      |
| 12                                | Colômbia             | 91                   | 3                         | 0,758    | 0,752    | 0,756    | 0,006                      |
| 13                                | Paraguai             | 102                  | 3                         | 0,731    | 0,717    | 0,730    | 0,014                      |
| Desenvolvimento humano médio      |                      |                      |                           |          |          |          |                            |
| 14                                | Venezuela            | 119                  | 1                         | 0,699    | 0,691    | 0,695    | 0,008                      |
| 15                                | Bolivia              | 120                  | 2                         | 0,698    | 0,692    | 0,694    | 0,006                      |
| 16                                | El Salvador          | 127                  | 2                         | 0,674    | 0,675    | 0,672    | 0,001                      |
| 17                                | Nicarágua            | 130                  | 4                         | 0,669    | 0,667    | 0,654    | 0,002                      |
| 18                                | Guatemala            | 136                  | 1                         | 0,629    | 0,627    | 0,635    | 0,002                      |
| 19                                | Honduras             | 138                  | 1                         | 0,624    | 0,621    | 0,621    | 0,003                      |
| 20                                | Haiti                | 158                  | 5                         | 0,552    | 0,535    | 0,540    | 0,017                      |
| Desenvolvimento humano baixo      |                      |                      |                           |          |          |          |                            |